# Unione Sportiva Lecce 1986-1987

La rosa del Lecce nella stagione 1986-1987

Questa voce raccoglie le informazioni riguardanti l'Unione Sportiva Lecce nelle competizioni ufficiali della stagione 1986-1987.

## Stagione
Nella stagione 1986-1987 il Lecce, dopo l'amara retrocessione, disputa un'ottima annata in Serie B, raccogliendo 43 punti e piazzandosi al terzo posto, senza però riuscire a risalire in Serie A. La squadra salentina, infatti, perde a giugno gli spareggi per la promozione con il Cesena, che con i giallorossi e la Cremonese si era piazzato al terzo posto. Con 44 punti, un solo punto in più dei salentini, salgono direttamente in Serie A il Pescara ed il Pisa. Questa resta comunque una stagione memorabile per il Lecce.
Affidata all'allenatore Pietro Santin, in campionato la compagine leccese parte decisa per riprendersi subito la Serie A. Al termine del girone di andata raccoglie 22 punti ed è quinta, ma a soli 3 punti dal vertice, poi in primavera accusa un calo di rendimento. Ai primi di aprile due velenose sconfitte, la prima (0-1) in casa con il Taranto, la seconda (2-1) a San Benedetto del Tronto, convincono il presidente Franco Jurlano ad esonerare il tecnico, e sostituirlo con Carlo Mazzone, il quale, subentrato alla 29ª giornata, riesce a compiere un piccolo miracolo: nelle ultime dieci partite del torneo ottiene sette vittorie, agganciando gli insperati spareggi per la promozione.
Tuttavia la coda degli spareggi fu amara. Il Lecce pareggiò con il Cesena (0-0), poi batté per 4-1 la Cremonese, sconfitta per 1-0 anche dal Cesena, e dovette spareggiare con i cesenati per la promozione. Il sogno del ritorno immediato in Serie A finì con la sconfitta (2-1) nella gara decisiva con il Cesena in un Riviera delle Palme di San Benedetto del Tronto gremito di tifosi giallorossi, ma resta per il Lecce una stagione indimenticabile, con i due argentini Pedro Pasculli e Juan Alberto Barbas a entusiasmare tifosi salentini con i loro gol. 
Nella Coppa Italia il Lecce, prima del campionato, disputa il terzo girone di qualificazione, che promuove agli ottavi di finale Juventus e Cremonese, vincendo solo l'ultima partita interna con il Monza.

## Divise e sponsor
Lo sponsor tecnico per la stagione 1986-1987 fu Adidas, mentre lo sponsor ufficiale Alaska Gelati.
| Casa | Casa (2ª versione) | Trasferta | Trasferta (2ª versione) |

## Organigramma societario
Area direttiva
- Presidente: Franco Jurlano
- Direttore sportivo: Domenico Cataldo
- Segretario: rag. Enzo Delli Noci
- Medico sociale: dott. Giuseppe Palaia

Area tecnica
- Allenatore: Pietro Santin, da aprile Carlo Mazzone
- Secondo allenatore: Olmes Neri
- Preparatore atletico: Massimo Neri
- Massaggiatore: Raffaele Smargiassi

## Calciomercato

### Sessione autunnale
| Acquisti | Acquisti           | Acquisti | Acquisti |
| R.       | Nome               | da       | Modalità |
| -------- | ------------------ | -------- | -------- |
| C        | Andrea Agostinelli | Avellino | -        |

| Cessioni | Cessioni        | Cessioni | Cessioni |
| R.       | Nome            | a        | Modalità |
| -------- | --------------- | -------- | -------- |
| A        | Tommaso Logatto | Martina  | -        |

### Sessione invernale
| Acquisti | Acquisti | Acquisti | Acquisti |
| R.       | Nome     | da       | Modalità |
| -------- | -------- | -------- | -------- |

| Cessioni | Cessioni      | Cessioni            | Cessioni |
| R.       | Nome          | a                   | Modalità |
| -------- | ------------- | ------------------- | -------- |
| C        | Marino Palese | Virescit Boccaleone | -        |

## Rosa
| N. |                      | Ruolo | Calciatore               |
| -- | -------------------- | ----- | ------------------------ |
|    | Italia (bandiera)    | P     | Oriano Boschin           |
|    | Italia (bandiera)    | P     | Giordano Negretti        |
|    | Italia (bandiera)    | D     | Luigi Garzya             |
|    | Italia (bandiera)    | D     | Giuseppe Colombo         |
|    | Italia (bandiera)    | D     | Salvatore Antonio Nobile |
|    | Italia (bandiera)    | D     | Carmelo Miceli           |
|    | Italia (bandiera)    | D     | Stefano Di Chiara        |
|    | Italia (bandiera)    | D     | Luigi Danova             |
|    | Argentina (bandiera) | C     | Juan Barbas              |
|    | Italia (bandiera)    | C     | Walter Monaco            |
|    | Italia (bandiera)    | C     | Dario Levanto            |
|    | Italia (bandiera)    | C     | Antonio Conte            |
|    | Italia (bandiera)    | C     | Francesco Moriero        |
|    | Italia (bandiera)    | C     | Gianluca Petrachi        |

| N. |                      | Ruolo | Calciatore         |
| -- | -------------------- | ----- | ------------------ |
|    | Italia (bandiera)    | C     | Giorgio Enzo       |
|    | Italia (bandiera)    | C     | Ennio Mastalli     |
|    | Italia (bandiera)    | C     | Maurizio Raise     |
|    | Italia (bandiera)    | C     | Rodolfo Vanoli     |
|    | Italia (bandiera)    | C     | Marino Palese      |
|    | Italia (bandiera)    | C     | Andrea Agostinelli |
|    | Italia (bandiera)    | A     | Salvatore Ciullo   |
|    | Italia (bandiera)    | A     | Ezio Panero        |
|    | Italia (bandiera)    | A     | Alessandro Morello |
|    | Argentina (bandiera) | A     | Pedro Pasculli     |
|    | Italia (bandiera)    | A     | Oscar Tacchi       |
|    | Italia (bandiera)    | A     | Tommaso Lo Gatto   |
|    | Italia (bandiera)    | A     | Ricardo Paciocco   |

## Risultati

### Serie B

#### Girone di andata
| Arbitro: | Cornieti (Forlì) |

|               |           |  |
| O. Tacchi 14’ | Marcatori |  |

| Arbitro: | Luci (Firenze) |

|             |           |  |
| Rabitti 31’ | Marcatori |  |

| Arbitro: | Coppetelli (Tivoli) |

|                   |           |             |
| Barbas 37’ (rig.) | Marcatori | 39’ Scaglia |

| Arbitro: | Fabricatore (Roma) |

|            |           |            |
| Canuti 46’ | Marcatori | 55’ Tacchi |

| Arbitro: | Bergamo (Livorno) |

|              |           |  |
| Pasculli 71’ | Marcatori |  |

| Pescara 19 ottobre 1986 6ª giornata | Pescara             | 0 – 0 referto | Lecce | Stadio Adriatico\| Arbitro: \| Lamorgese (Potenza) \| |
| Arbitro:                            | Lamorgese (Potenza) |               |       |                                                       |

| Arbitro: | Pezzella (Frattamaggiore) |

|                        |           |                                     |
| Barbas 5’ Pasculli 19’ | Marcatori | 3’ Pradella 63’ (rig.) En. Nicolini |

| Arbitro: | Casarin (Milano) |

|                        |           |                         |
| Rocca 37’ De Vitis 63’ | Marcatori | 62’ Miceli 90’ Pasculli |

| Arbitro: | Bruschini (Firenze) |

|                     |           |              |
| Pasculli 45’ (rig.) | Marcatori | 65’ Selvaggi |

| Parma 16 novembre 1986 10ª giornata | Parma       | 0 – 0 referto | Lecce | Stadio Ennio Tardini\| Arbitro: \| Novi (Pisa) \| |
| Arbitro:                            | Novi (Pisa) |               |       |                                                   |

| Arbitro: | Cornieti (Forlì) |

|              |           |  |
| Mastalli 76’ | Marcatori |  |

| Arbitro: | Amendolia (Messina) |

|               |           |  |
| O. Tacchi 26’ | Marcatori |  |

| Arbitro: | Casarin (Milano) |

|                                    |           |                          |
| Domini 22’ Rotella 63’ Marulla 76’ | Marcatori | 81’ Barbas 87’ O. Tacchi |

| Arbitro: | Lamorgese (Potenza) |

|            |           |  |
| Panero 84’ | Marcatori |  |

| Arbitro: | Leni (Perugia) |

|                          |           |  |
| Sala 7’ Sanguin 35’, 42’ | Marcatori |  |

| Cremona 4 gennaio 1987 16ª giornata | Cremonese         | 0 – 0 referto | Lecce | Stadio Giovanni Zini\| Arbitro: \| Tuveri (Cagliari) \| |
| Arbitro:                            | Tuveri (Cagliari) |               |       |                                                         |

| Arbitro: | Pezzella (Frattamaggiore) |

|                                 |           |  |
| Barbas 64’ (rig.) O. Tacchi 70’ | Marcatori |  |

| Arbitro: | Agnolin (Bassano del Grappa) |

|           |           |  |
| Orati 33’ | Marcatori |  |

| Arbitro: | Vecchiatini (Bologna) |

|                                       |           |  |
| Pasculli 14’ Barbas 38’ O. Tacchi 68’ | Marcatori |  |

#### Girone di ritorno
| Arbitro: | Boschi (Parma) |

|                            |           |  |
| Vagheggi 70’, 76’ Lupo 90’ | Marcatori |  |

| Arbitro: | Frigerio (Milano) |

|                        |           |  |
| Barbas 54’, 75’ (rig.) | Marcatori |  |

| Trieste 1º marzo 1987 22ª giornata | Triestina        | 0 – 0 referto | Lecce | Stadio Giuseppe Grezar\| Arbitro: \| Cornieti (Forlì) \| |
| Arbitro:                           | Cornieti (Forlì) |               |       |                                                          |

| Arbitro: | Scalise (Bologna) |

|                                       |           |                              |
| Polenta 42’ (aut.) Allievi 80’ (aut.) | Marcatori | 59’ Braglia 89’ (aut.) Raise |

| Arbitro: | Lo Bello (Siracusa) |

|                    |           |  |
| Bivi 17’ Forte 88’ | Marcatori |  |

| Lecce 22 marzo 1987 25ª giornata | Lecce             | 0 – 0 referto | Pescara | Stadio Via del Mare\| Arbitro: \| Frigerio (Milano) \| |
| Arbitro:                         | Frigerio (Milano) |               |         |                                                        |

| Arbitro: | Tuveri (Cagliari) |

|             |           |                 |
| Musella 61’ | Marcatori | 64’ Agostinelli |

| Arbitro: | Luci (Firenze) |

|  |           |               |
|  | Marcatori | 50’ Maiellaro |

| Arbitro: | Bruschini (Firenze) |

|                           |           |                       |
| D. Ferrari 8’ Turrini 76’ | Marcatori | 45’ (aut.) Petrangeli |

| Arbitro: | Bergamo (Livorno) |

|            |           |  |
| Barbas 13’ | Marcatori |  |

| Arbitro: | Tarallo (Como) |

|  |           |                  |
|  | Marcatori | 7’, 87’ Pasculli |

| Arbitro: | Magni (Bergamo) |

|                      |           |                                |
| Cecconi 6’, 55’, 93’ | Marcatori | 23’ Barbas 65’ (rig.) Pasculli |

| Arbitro: | Frigerio (Milano) |

|                                |           |                   |
| Pasculli 79’ (rig.) Panero 86’ | Marcatori | 75’ (aut.) Panero |

| Arbitro: | Lombardo (Marsala) |

|             |           |  |
| Carotti 61’ | Marcatori |  |

| Arbitro: | Bergamo (Livorno) |

|           |           |  |
| Raise 33’ | Marcatori |  |

| Arbitro: | Agnolin (Bassano del Grappa) |

|                          |           |              |
| S. Nobile 56’ Panero 90’ | Marcatori | 44’ Lombardo |

| Roma 7 giugno 1987 36ª giornata | Lazio               | 0 – 0 referto | Lecce | Stadio Olimpico\| Arbitro: \| Lo Bello (Siracusa) \| |
| Arbitro:                        | Lo Bello (Siracusa) |               |       |                                                      |

| Arbitro: | D'Elia (Salerno) |

|                         |           |  |
| Panero 55’ Paciocco 81’ | Marcatori |  |

| Arbitro: | Longhi (Roma) |

|  |           |              |
|  | Marcatori | 49’ Paciocco |

#### Spareggi Promozione
| Pescara 27 giugno 1987 1º spareggio | Cesena           | 0 – 0 referto | Lecce | Stadio Adriatico\| Arbitro: \| D'Elia (Salerno) \| |
| Arbitro:                            | D'Elia (Salerno) |               |       |                                                    |

| Arbitro: | Lo Bello (Siracusa) |

|             |           |                                                  |
| Chiorri 37’ | Marcatori | 40’ Miceli 47’ Pasculli 72’ Panero 84’ S. Nobile |

| Arbitro: | Casarin (Milano) |

|                       |           |            |
| Bordin 3’ Cuttone 61’ | Marcatori | 39’ Panero |

### Coppa Italia

#### Primo turno
| Arbitro: | Mattei (Macerata) |

|  |           |                 |
|  | Marcatori | 12’, 34’ Serena |

| Arbitro: | Vecchiatini (Bologna) |

|  |           |            |
|  | Marcatori | 5’ Bencina |

| Arbitro: | Lo Bello (Siracusa) |

|                  |           |  |
| Vialli 4’ (rig.) | Marcatori |  |

| Arbitro: | Amendolia (Messina) |

|           |           |            |
| Tanzi 84’ | Marcatori | 39’ Panero |

| Arbitro: | Bruschini (Firenze) |

|                       |           |  |
| Nobile 39’ Tacchi 68’ | Marcatori |  |

## Statistiche

### Statistiche di squadra
| Competizione        | Punti | In casa | In casa | In casa | In casa | In casa | In casa | In trasferta | In trasferta | In trasferta | In trasferta | In trasferta | In trasferta | Totale | Totale | Totale | Totale | Totale | Totale | DR |
| Competizione        | Punti | G       | V       | N       | P       | Gf      | Gs      | G            | V            | N            | P            | Gf           | Gs           | G      | V      | N      | P      | Gf     | Gs     | DR |
| ------------------- | ----- | ------- | ------- | ------- | ------- | ------- | ------- | ------------ | ------------ | ------------ | ------------ | ------------ | ------------ | ------ | ------ | ------ | ------ | ------ | ------ | -- |
| Serie B             | 43    | 19      | 13      | 5       | 1       | 26      | 9       | 19           | 2            | 8            | 9            | 12           | 23           | 38     | 15     | 13     | 10     | 38     | 32     | +6 |
| Spareggi promozione |       | 0       | 0       | 0       | 0       | 0       | 0       | 3            | 1            | 1            | 1            | 5            | 3            | 3      | 1      | 1      | 1      | 5      | 3      | +2 |
| Coppa Italia        | 3     | 3       | 1       | 0       | 2       | 2       | 3       | 2            | 0            | 1            | 1            | 1            | 2            | 5      | 1      | 1      | 3      | 3      | 5      | -2 |
| Totale              |       | 21      | 14      | 5       | 3       | 28      | 12      | 24           | 3            | 10           | 11           | 18           | 28           | 46     | 17     | 15     | 14     | 46     | 40     | +6 |

### Statistiche dei giocatori
A completamento delle statistiche è da considerare 3 autogol a favore dei giallorossi in campionato.
Sono in corsivo i calciatori che hanno lasciato la società a stagione in corso.
| Giocatore      | Serie B  | Serie B | Serie B     | Serie B    | Spareggi promozione | Spareggi promozione | Spareggi promozione | Spareggi promozione | Coppa Italia | Coppa Italia | Coppa Italia | Coppa Italia | Totale   | Totale | Totale      | Totale     |
| Giocatore      | Presenze | Reti    | Ammonizioni | Espulsioni | Presenze            | Reti                | Ammonizioni         | Espulsioni          | Presenze     | Reti         | Ammonizioni  | Espulsioni   | Presenze | Reti   | Ammonizioni | Espulsioni |
| -------------- | -------- | ------- | ----------- | ---------- | ------------------- | ------------------- | ------------------- | ------------------- | ------------ | ------------ | ------------ | ------------ | -------- | ------ | ----------- | ---------- |
| A. Agostinelli | 27       | 1       | ?           | ?          | 3                   | 0                   | ?                   | ?                   | 0            | 0            | ?            | ?            | 30       | 1      | ?           | ?          |
| J. Barbas      | 36       | 9       | ?           | ?          | 2                   | 0                   | ?                   | ?                   | 2            | 0            | ?            | ?            | 40       | 9      | ?           | ?          |
| O. Boschin     | 5        | -6      | ?           | ?          | 0                   | -0                  | ?                   | ?                   | 0            | -0           | ?            | ?            | 5        | -6     | ?           | ?          |
| S. Ciullo      | 1        | 0       | ?           | ?          | 0                   | 0                   | ?                   | ?                   | 0            | 0            | ?            | ?            | 1        | 0      | ?           | ?          |
| G. Colombo     | 16       | 0       | ?           | ?          | 1                   | 0                   | ?                   | ?                   | 3            | 0            | ?            | ?            | 20       | 0      | ?           | ?          |
| A. Conte       | 0        | 0       | ?           | ?          | 0                   | 0                   | ?                   | ?                   | 2            | 0            | ?            | ?            | 2        | 0      | ?           | ?          |
| L. Danova      | 37       | 0       | ?           | ?          | 3                   | 0                   | ?                   | ?                   | 5            | 0            | ?            | ?            | 45       | 0      | ?           | ?          |
| S. Di Chiara   | 27       | 0       | ?           | ?          | 2                   | 0                   | ?                   | ?                   | 4            | 0            | ?            | ?            | 33       | 0      | ?           | ?          |
| G. Enzo        | 32       | 0       | ?           | ?          | 2                   | 0                   | ?                   | ?                   | 5            | 0            | ?            | ?            | 39       | 0      | ?           | ?          |
| L. Garzya      | 3        | 0       | ?           | ?          | 0                   | 0                   | ?                   | ?                   | 0            | 0            | ?            | ?            | 3        | 0      | ?           | ?          |
| D. Levanto     | 24       | 0       | ?           | ?          | 2                   | 0                   | ?                   | ?                   | 2            | 0            | ?            | ?            | 28       | 0      | ?           | ?          |
| T. Logatto     | 0        | 0       | ?           | ?          | 0                   | 0                   | ?                   | ?                   | 2            | 0            | ?            | ?            | 2        | 0      | ?           | ?          |
| E. Mastalli    | 16       | 1       | ?           | ?          | 0                   | 0                   | ?                   | ?                   | 0            | 0            | ?            | ?            | 16       | 1      | ?           | ?          |
| C. Miceli      | 34       | 1       | ?           | ?          | 3                   | 1                   | ?                   | ?                   | 5            | 0            | ?            | ?            | 42       | 2      | ?           | ?          |
| W. Monaco      | 0        | 0       | ?           | ?          | 0                   | 0                   | ?                   | ?                   | 1            | 0            | ?            | ?            | 1        | 0      | ?           | ?          |
| F. Moriero     | 1        | 0       | ?           | ?          | 0                   | 0                   | ?                   | ?                   | 2            | 0            | ?            | ?            | 3        | 0      | ?           | ?          |
| G. Negretti    | 33       | -26     | ?           | ?          | 3                   | -3                  | ?                   | ?                   | 5            | -5           | ?            | ?            | 41       | -34    | ?           | ?          |
| S. Nobile      | 33       | 1       | ?           | ?          | 3                   | 1                   | ?                   | ?                   | 4            | 1            | ?            | ?            | 40       | 3      | ?           | ?          |
| R. Paciocco    | 23       | 2       | ?           | ?          | 1                   | 0                   | ?                   | ?                   | 0            | 0            | ?            | ?            | 24       | 2      | ?           | ?          |
| E. Panero      | 19       | 4       | ?           | ?          | 3                   | 2                   | ?                   | ?                   | 4            | 1            | ?            | ?            | 26       | 7      | ?           | ?          |
| P. Pasculli    | 34       | 9       | ?           | ?          | 2                   | 1                   | ?                   | ?                   | 5            | 0            | ?            | ?            | 41       | 10     | ?           | ?          |
| M. Raise       | 28       | 1       | ?           | ?          | 3                   | 0                   | ?                   | ?                   | 5            | 0            | ?            | ?            | 36       | 1      | ?           | ?          |
| O. Tacchi      | 31       | 6       | ?           | ?          | 3                   | 0                   | ?                   | ?                   | 5            | 1            | ?            | ?            | 39       | 7      | ?           | ?          |
| R. Vanoli      | 25       | 0       | ?           | ?          | 3                   | 0                   | ?                   | ?                   | 5            | 0            | ?            | ?            | 33       | 0      | ?           | ?          |